# 劉カイ (後漢)
劉 璝（りゅう かい、生没年不詳）は、中国後漢末期の劉璋配下の武将。
建安18年（213年）、劉璋と関係の悪化した劉備を涪の地で迎撃したが、敗北し、綿竹へと後退。のち劉循と共に雒城を守った。建安19年（214年）に雒城は陥落するが、劉璝のその後の動向は不明。

## 三国志演義
羅貫中の小説『三国志演義』では、第60回から登場。劉璋は張魯への対策として劉備を迎え入れたが、劉備には用心するよう、張任らと共に忠告する。劉璋と劉備の間で宴席が設けられると、劉備配下の龐統は魏延に剣舞を演じ、隙を見て劉璋を暗殺するよう命じる。劉璋側の諸将はこの陰謀を察し、劉璋を守るため、劉璝もまた張任らと共に剣舞を演じた。
張松の内通が発覚し、劉備の叛意が明らかとなると、張任らと共に雒城防衛のため出陣。張任は落鳳坡で龐統の射殺に成功し、劉璝も追撃を加えて、一時は劉備軍を涪水関まで後退させる。また呉懿・呉蘭・雷銅と共に、黄忠・魏延を挟撃し、戦いを優位に進めるが、逆に増援の劉備・張飛による挟撃を受けて敗走。呉蘭・雷銅は降伏に至る。さらには諸葛亮の戦術によって張任も敗死。劉璝は降伏の呼びかけも拒み、最後まで雒城を守り抜かんとするが、友軍の張翼の裏切りによって斬殺される。